# Adiós, cigüeña, adiós
Adiós, cigüeña, adiós  es una película dramática española de 1971, rodada en Madrid y dirigida por Manuel Summers con notable éxito de público en España (3 millones y medio de espectadores), manteniéndose más de un año en cartel, pero también en otros países como Colombia.
“Si lo que escribo sobre la generación de los hombres escandaliza a las personas impuras, que se acusen de su impureza y no de mis palabras”, San Agustín. 
La película comienza con esta cita de San Agustín y, a continuación, la canción de Antonio Machín, “Madrecita”, sirve de acompañamiento para los créditos junto a imágenes de recién nacidos llorando y dibujos de cigüeñas, así como esquemas sobre la anatomía de la mujer y de la gestación.
La película tuvo una secuela titulada El niño es nuestro (1973) que continúa la historia con los mismos intérpretes y que llevó a casi dos millones de espectadores al cine sólo en España.

## Argumento
En el Madrid de principios de la década de los setenta, a un adolescente de una pandilla de amigos, Arturo (Francisco Villa), de 15 años, le gusta una chica del barrio, Paloma (María Isabel Álvarez), de 13 años, que estudia en un colegio vecino y también tiene su grupo de amigas. Tras salir en varias ocasiones, se comprometen como novios en un baile.
Durante una excursión a la nieve en Navacerrada que hacen juntos los dos colegios, los novios pueden verse a solas y ella queda embarazada.
Ante el temor de comunicar esta noticia en sus respectivas familias, y dado su escaso conocimiento sobre educación sexual, la joven Mamen (Beatriz Galbó) y los amigos de ambas pandillas, integradas por niños y adolescentes, serán quienes tomen cartas en el asunto y los que ayudarán a preparar el parto y el nacimiento del niño a escondidas: “Entre todos cuidaremos a Paloma y el niño será de todos”. En su ingenuidad, en un momento de la película, ella dice: “Qué bien se está cuando ya se es mayor…”.

## Controversia
A pesar de que la película pretende ser educativa, y tuvo la valentía de tocar un tema tabú para la época franquista de censura que vivía España, en la escena en que ella queda embarazada le dice constantemente a su novio "no, para...", disfrazando de inocencia e ingenuidad "por amor" una violación.

## Crítica
"Adiós, cigüeña, adiós" estuvo más de un año en cartel con gran éxito de taquilla en España y en el extranjero, y se emparenta directamente con la primera historia de las dos que contaba, "Del rosa al amarillo" (debut de Manuel Summers como director).
El éxito de "Adiós, cigüeña, adiós", propició una continuación, sin tanta repercusión, pero con cifras notables, con los mismos jóvenes protagonistas: El niño es nuestro (1973), en donde el niño de Paloma y Arturo es enviado a un orfanato de monjas, dado que sus padres no quieren ayudarles ni hacerse cargo del bebé, pero los chicos se organizan para recuperarlo y seguir criándolo juntos.